# Alpiner Verein
Alpine Vereine, historisch auch Gebirgsvereine in den Alpenländern, sind alpinistische Vereinigungen unterschiedlichster Art, deren Ziele heute in erster Linie die Förderung des Bergsports und des Umweltschutzes sind. Die alpinen Vereine mit Interessensschwerpunkt im Alpenraum nennen sich meist Alpenverein, in den romanischen Ländern und der Deutschschweiz dagegen Alpenclub.

## Ziele und Aufgaben
Ursprünglich standen im Vordergrund
- die wissenschaftliche Erforschung der Alpen sowie
- die touristische Erschließung durch den Bau von Alpenvereinshütten und Bergwegen.

Gemeinschaftliches Bergsteigen als Freizeitbeschäftigung wurde erst im frühen 20. Jahrhundert die Hauptbestimmung der alpinen Vereine. Die Wanderbewegung war zu dieser Zeit weitverbreitet.
Hinzu kommt eine zum Teil ausgeprägte Expeditionstätigkeit, die die heutigen Alpinvereine zu teils weltweiter Aktivität geführt hat. Im Kontext des Trekkings (Weitwandern im unerschlossenen Gelände) besteht der Hauptunterschiede zum Wanderverein im Anwenden alpiner Techniken. Im Zuge der Entwicklung zum Volkssport sind vermehrt Sektionen entstanden, die sich dem Bergwandern widmen.
Daneben erweitert sich das Tätigkeitsfeld auch auf andere bergspezifische Freizeitmöglichkeiten (Bergsport), die Alpinvereine heute als Vereinstätigkeit aufführen: Neben Wandertouren, Bergsteigen, Klettern auch Schilaufen, Snowboarden, Wildwasserpaddeln, Canyoning, Mountainbiketouren, im weiteren Umfeld auch Paragleiten, Drachenfliegen und allfällige andere Trendsportarten. Daneben bilden Jugendförderung und die Ausbildung in Alpinismus-spezifischen Gebieten wie Klettertechnik, Lawinenkunde und anderem, sowie die Ausbildung von Bergführern eine wichtige Rolle.
Ein weiterer Schwerpunkt ist die Zusammenarbeit mit den Institutionen der Bergrettung. Die alpinen Vereine stellen Rettungskolonnen, halten Rettungsgerät bereit und sind für den Unterhalt der zur Rettung notwendigen Infrastruktur sowie Halten von Notvorräten vor Ort zuständig.
Der Naturschutz in den Bergen ist eine wichtige Aufgabe für die alpinen Vereine geworden. Bergsport soll nachhaltig sein. Ein Beispiel dafür ist das Umweltgütesiegel für Alpenvereinshütten, das verliehen wird, wenn Hütten umweltfreundlich betrieben werden. Auch der Schutz der Bergwelt vor übermäßiger Erschließung, Bebauung und Zersiedelung steht heute – durchaus im Bewusstsein, das selbst ursprünglich initiiert zu haben – als politisch-gesellschaftliche Leitvorstellung.
Außerdem stehen weitergehende Ziele wie das Bewahren des regionalen Brauchtums in vielen Vereinssatzungen als Vereinszweck.

## Organisation
Viele lokale Alpinvereine entstanden schon in der Mitte des 19. Jahrhunderts (siehe auch Wanderbewegung, Geschichte des Reisens).
1932 begann mit der Gründung der Dachorganisation Union Internationale des Associations d’Alpinisme (UIAA) ein Zusammenschluss, um Interessen und Normen besser durchsetzen zu können. Nur einige Vereine sind nicht Mitglied der UIAA und haben ein sogenanntes Gegenrechtsabkommen mit UIAA-Mitgliedern (gegenseitige Anerkennung bzgl. Ermäßigungen und Vergünstigungen für ihre Mitglieder), andere Vereine stehen in keinem Bezug zu dieser Organisation, ihre Hauptaktivität gehört aber zu den durch die UIAA festgelegten Tätigkeitsbereichen (hier Erschließung, Unterhalt, Bergrettung und Schutz). Die alpinen Vereine Österreichs haben sich im Verband Alpiner Vereine Österreichs (VAVÖ) zusammengeschlossen. Die großen Alpinvereine aus Deutschland, Frankreich, Italien, Liechtenstein, Österreich, der Schweiz, Slowenien und Südtirol haben sich auch im Club Arc Alpin (CAA) zusammengeschlossen, der auch Vertreter der Alpinvereine in der Internationalen Alpenschutzkommission (CIPRA) ist.
Intern gliedern sich viele alpine Vereine in Sektionen mit regionalem oder interessensmäßigem Schwerpunkt, die ursprünglich teils eigenständige Vereine waren oder sind. Nur über die Mitgliedschaft in einer Sektion ist eine Mitgliedschaft im Alpenverein möglich.
- So besteht der Slowenische Alpenverein (PZS) aus 298 Sektionen mit insgesamt 63.500 Mitgliedern,[3]
- der Alpenverein Südtirol (AVS) aus 36 Sektionen mit insgesamt 76.000 Mitgliedern,[4]
- der Club Alpin Français (CAF) aus 430 Sektionen mit insgesamt 110.000 Mitgliedern,[5]
- der Schweizer Alpen-Club (SAC) aus 110 Sektionen und 22 Untersektionen mit insgesamt 174.726 Mitgliedern (siehe Liste der Sektionen des Schweizer Alpen-Clubs),[6]
- der Club Alpino Italiano (CAI) aus 512 Sektionen und 316 Untersektionen mit insgesamt 346.128 Mitgliedern,[7]
- der Österreichische Alpenverein (ÖAV) aus 194 Sektionen mit insgesamt 710.257 Mitgliedern,[8]
- der Deutsche Alpenverein (DAV) aus 356 rechtlich eigenständigen Sektionen mit insgesamt rund 1,5 Millionen Mitgliedern (siehe Liste der Sektionen des Deutschen Alpenvereins).[9]

Nicht alle Alpenvereine weisen diese Sektionsstruktur auf. Ein Beispiel für einen Zentralverband ohne untergeordnete Sektionen ist der britische Alpine Club.

## Alpinvereine Österreichs
Als in der zweiten Hälfte des 19. Jahrhunderts die Alpen erschlossen waren, entwickelte sich das Bergsteigen zum Volkssport; es entstanden alpine Vereine: 19. November 1862 Österreichische Alpenverein (ÖAV); 18. Mai 1869 Österreichischer Touristenklub (ÖTK); 6. Dezember 1878 Österreichischer Alpenklub; 25. März 1890 Österreichischer Gebirgsverein (ÖGV, ursprünglich „Niederösterreich Gebirgsverein“); 28. März 1895 Touristenverein „Die Naturfreunde“ (TVN); welche Schutzhütten errichteten, gesicherte Steige anlegten, Wege erschlossen und markierten sowie gedruckte Führer und Touristenkarten herausgaben. 1926 gründete der ÖTK die erste Bergsteigerschule für die Ausbildung von Bergsteigern in Fels und Eis. Sie ist heute eine der ältesten Einrichtungen dieser Art.
Österreich verfügt über eine lange Tradition erfolgreicher Alpinistinnen und Alpinisten, von denen einige Weltruhm erlangten. 1953 wurde über Initiative des Österreichischen Touristenklubs die Österreichische Himalaya-Gesellschaft gegründet (erster Vorsitzender Rudolf Jonas; 1956 Erstbesteigung des Gasherbrum II, 8053 m, im Rahmen der österreichischen Himalaya-Karakorum-Expedition).
Deutsche und österreichische Alpinvereine zählten zu den Vorreitern antisemitischer Ausgrenzung. Zwischen 1899 und 1921 führten zahlreiche Sektionen in Deutschland und Österreich sogenannte „Arierparagraphen“ in ihren Statuten ein. Die treibenden Kräfte des Antisemitismus kamen vor allem aus Österreich: So fand etwa die Sektion Austria unter ihrem Vorsitzenden Eduard Pichl die Unterstützung vieler österreichischer und deutscher Sektionen bei der Durchsetzung des „Arierparagraphen“ im gesamten Deutschen und Österreichischen Alpenverein.

## Alpenverein
Im deutschen Sprachraum der Ostalpen wird die Bezeichnung Alpenverein für den 1862 gegründeten Oesterreichischen Alpenverein (OeAV, heute ÖAV) und den 1869 gegründeten Deutschen Alpenverein (DAV) genutzt, aus denen 1873 durch Fusion der Deutsche und Oesterreichische Alpenverein (DuOeAV/DuÖAV/DÖAV) hervorgegangen ist. Dessen Nachfolger war von 1938 bis 1945 dann nur noch der Deutsche Alpen Verein. Die Sektionen des Deutschen und Oesterreichischen Alpenvereins in Südtirol und im Trentino wurden nach dem Ersten Weltkrieg 1921 gemäß den Artikeln 249 und 267 des Vertrags von Saint-Germain enteignet und der Verein 1923 in Italien verboten.
Nach dem Zweiten Weltkrieg wurde 1945 der Oesterreichische Alpenverein neu gegründet. Er verwaltete den Besitz der Sektionen des von 1945 bis 1950 verbotenen deutschen Schwestervereins. 1946 wurde der Alpenverein Südtirol (AVS) als eigenständiger Verein gegründet. Der Liechtensteiner Alpenverein (LAV) entstand ebenfalls 1946 aus einer Sektion des DuOeAVs. Schließlich wurde 1950 der DAV durch die „Zwölf Apostel“ in Würzburg wiedergegründet.
Die Vereine ÖAV, DAV und der AVS bezeichnen sich heute als befreundet und arbeiten eng zusammen. Gemeinsames Symbol dieser Vereine ist heute noch das Edelweiß. Der LAV führt den blauen Enzian.

## Liste alpiner Vereine
| Verein | Kürzel      | Land                    | Gründung                           |
| --- | ----------- | ----------------------- | ---------------------------------- |
| Akademischer Alpenklub Innsbruck | AAKI        | Österreich              | 1893                               |
| Akademischer Alpenverein München | AAVM        | Deutschland             | 1892                               |
| Akademischer Alpiner Verein Innsbruck | AAVI        | Österreich              | 1900                               |
| Alpenverein Südtirol | AVS         | Italien                 | 1946 (1869 als Sektion des DAV)    |
| Alpine Club | AC          | Großbritannien          | 1857/58                            |
| Alpine Club of Canada | ACC         | Kanada                  | 1906                               |
| Alpine Gesellschaft Gamsecker | AGG         | Österreich              | 1890                               |
| Alpine Gesellschaft Haller | AGH         | Österreich              | 1905                               |
| Alpine Gesellschaft Krummholz | AGK         | Österreich              | 1879                               |
| Alpine Gesellschaft Peilsteiner | AGP         | Österreich              | 1894                               |
| Alpine Gesellschaft Preintaler | AGP         | Österreich              | 1885                               |
| Alpine Gesellschaft Reißtaler | AGR         | Österreich              | 1881                               |
| Alpine Gesellschaft Sparbacher | AGS         | Österreich              | 1884                               |
| Alpine Vereinigung Bern | AVB         | Schweiz                 | 1909                               |
| American Alpine Club | AAC         | USA                     | 1902                               |
| Appalachian Mountain Club | AMC         | USA                     | 1876                               |
| Associazione Sentieri Alpini Calanca | ASAC        | Schweiz                 | 1978                               |
| Balkan Mountaineering Union | BMU         | Balkanhalbinsel         | 2009                               |
| British Association of International Mountain Leaders | BAIML       | Großbritannien          | 1993                               |
| British Association of Mountain Guides | BMG         | Großbritannien          | 1975                               |
| British Mountaineering Council | BMC         | Großbritannien          | 1944                               |
| Club Alpin Belge | CAB         | Belgien                 | 1883                               |
| Club Alpin Français | CAF, FFCAM  | Frankreich              | 1874                               |
| Club Alpin Monégasque | CAM         | Monaco                  | 1911                               |
| Club Alpinistico Pontese | CAP         | Italien                 | 1947                               |
| Club Alpinistico Triestino | CAT         | Italien                 | 1945                               |
| Club Alpino Fiumano | CAF         | Italien                 | 1885                               |
| Club Alpino Italiano | CAI         | Italien                 | 1863                               |
| Club Alpino San Marino | CASM        | San Marino              | 1993                               |
| Club Alpino Siciliano | CAS         | Italien                 | 1892                               |
| Clubul Alpin Român | CAR         | Rumänien                | 1934                               |
| Český horolezecký svaz | ČHS         | Tschechien              | 1897 (1993)                        |
| Den Norske Turistforening | DNT         | Norwegen                | 1886                               |
| Deutscher Alpenverein | DAV         | Deutschland             | 1869                               |
| European Union of Mountaineering Associations | EUMA        | Belgien                 | 2017                               |
| Giovane Montagna | GM          | Italien                 | 1914                               |
| Griechischer Verband für Bergsteigen und Klettern | EOOA        | Griechenland            | 1927                               |
| Federación Española de Deportes de Montaña y Escalada | FEDME       | Spanien                 | 1922                               |
| Fédération des Club Alpin Académiques de Suisse Vereinigung der Akademischen Alpenclubs der Schweiz - Akademischer Alpenclub Basel AACBS 1918 - Akademischer Alpenclub Bern AACB 1905 - Akademischer Alpen-Club Zürich AACZ 1896 - Club Alpin Académique Genève CAAG 1927 (bis 2011) | FCAAS       | Schweiz                 | 1983                               |
| Fédération française de la montagne et de l’escalade | FFME        | Frankreich              | 1942                               |
| Fédération Québécoise de la Montagne et de l’Escalade | FQME        | Kanada                  | 1969                               |
| Federazione Alpinistica Ticinese | FAT         | Schweiz                 | 1965                               |
| Groupe Alpin Luxembourgeois | GAL         | Luxembourg              | 1955                               |
| Groupe de Haute Montagne | GHM         | Frankreich              | 1919                               |
| Hrvatski planinarski savez | HPS         | Kroatien                | 1874                               |
| Interessengemeinschaft Klettern | IG Klettern | Deutschland             | 1989                               |
| Ladies’ Alpine Club | LAC         | Großbritannien          | 1907 bis 1975 Fusion mit AC        |
| Liechtensteiner Alpenverein | LAV         | Liechtenstein           | 1946 (1909 als Sektion des DuOeAV) |
| Mountain Club of Malawi | MCM         | Malawi                  | 1952                               |
| Naturfreunde Österreich | NFÖ, TVN    | Österreich              | 1895                               |
| Nederlandse Klim- en Bergsport Vereniging | NKBV        | Niederlande             | 1902 (1998)                        |
| Nepal Mountaineering Association | NMA         | Nepal                   | 1973                               |
| New Zealand Alpine Club | NZAC        | Neuseeland              | 1891                               |
| Norges Klatreforbund | NKF         | Norwegen                | 1992                               |
| Norsk Tindeklub | NTK         | Norwegen                | 1908                               |
| Planinarski savez Bosne i Hercegovine | PSBiH       | Bosnien und Herzegowina | 1892                               |
| Planinarski savez Srbije | PSS         | Serbien                 | 1902                               |
| Österreichische Bergsteigervereinigung | ÖBV         | Österreich              | 1907                               |
| Österreichischer Alpenklub | ÖAK         | Österreich              | 1878                               |
| Österreichischer Alpenverein | ÖAV         | Österreich              | 1862                               |
| Österreichischer Touristenklub | ÖTK         | Österreich              | 1869                               |
| Österreichischer Touristenverein | ÖTV         | Österreich              | 1908                               |
| Planinska Zveza Slovenije | PZS         | Slowenien               | 1893                               |
| Polskie Towarzystwo Turystyczno-Krajoznawcze | PTTK        | Polen                   | 1873 (1950)                        |
| Polski Związek Alpinizmu | PZA         | Polen                   | 1974                               |
| Schweizer Alpen-Club | SAC CAS     | Schweiz                 | 1863                               |
| Schweizerischer Frauen-Alpen-Club | SFAC        | Schweiz                 | 1918 bis 1979 Fusion mit SAC       |
| Slovensko Planinsko Društvo Celovec Slowenischer Alpenverein Klagenfurt | SPD Celovec | Österreich              | 1953 (1900 als Sektion der PZS)    |
| Slovenský horolezecký spolok JAMES | JAMES       | Slowakei                | 1921 (1990)                        |
| Società Alpina delle Giulie | SAG         | Italien                 | 1883                               |
| Società Alpinistica Ticinese | SAT         | Schweiz                 | 1937                               |
| Società degli Alpinisti Tridentini | SAT         | Italien                 | 1872                               |
| Società Alpinistica Valmaggese | SAV         | Schweiz                 | 1968                               |
| Società Escursionisti Bresciani “Ugolino Ugolini” | SEB         | Italien                 | 1927                               |
| Società Escursionisti Lecchesi | SEL         | Italien                 | 1899                               |
| Società Escursionisti Milanesi | SEM         | Italien                 | 1891                               |
| Società Escursionistica Verzaschese | SEV         | Schweiz                 | 1983                               |
| Société des Touristes du Dauphiné | STD         | Frankreich              | 1875                               |
| Svenska Fjällklubben | SFK         | Schweden                | 1927                               |
| Svenska Klätterförbundet | SKF         | Schweden                | 1973                               |
| Svenska Turistföreningen | STF         | Schweden                | 1885                               |
| Türkiye Dağcılık Federasyonu | TDF         | Türkei                  | 1966                               |
| Unione Ticinese Operai Escursionisti | UTOE        | Schweiz                 | 1919                               |